# Pełzanie
Pełzanie – powolna zmiana kształtu ciała (odkształcenie) wskutek działania stałych, długotrwałych obciążeń, mniejszych od granicy sprężystości materiału. Pełzanie przebiega znacznie szybciej w wysokich temperaturach, np. w przypadku rurociągów, w których znajduje się gorący czynnik pod ciśnieniem, czy elementów turbin gazowych obciążonych statycznie, ale pracujących w wysokich temperaturach.

## Metaloznawstwo
Pełzaniem nazywamy proces odkształcania plastycznego związany z bardzo małą szybkością odkształcania. Podczas pełzania w stałej, wysokiej temperaturze metal ulega odkształceniu plastycznemu pod działaniem prawie stałego naprężenia lub stałego obciążenia, a wielkością zmieniającą się w czasie jest szybkość odkształcenia.
W zależności od temperatury i naprężenia można wydzielić trzy rodzaje pełzania:
- niskotemperaturowe,
- wysokotemperaturowe,
- dyfuzyjne.

## Beton
Pełzanie betonu polega na przyroście odkształceń w wyniku stałego (w czasie) naprężenia. Pełzanie jest zależne od: klasy betonu, wieku betonu w chwili obciążenia, wilgotności środowiska, miarodajnego wymiaru elementu.
Zjawisko to zachodzi w warunkach swobodnych odkształceń elementu przy długotrwałym działaniu obciążenia. W efekcie narastają plastyczne deformacje, wzrost odkształceń przy stałych naprężeniach. Pełzanie to rozluźnienie struktury betonu od obciążeń rozciągających oraz zagęszczenie struktury od obciążeń ściskających.

## Mechanika gruntów
Pełzanie gruntu – powolny proces zachodzący na stokach, w wyniku którego wierzchnia warstwa gruntu (na ogół do 1 m) powoli przemieszcza się w dół pod wpływem siły ciężkości.